# Акробатика на летних юношеских Олимпийских играх 2018
Соревнования по акробатике на летних юношеских Олимпийских играх 2018 года прошли 7 и 15 октября в парке Polideportivo Roca Буэнос-Айреса, столицы Аргентины. Был разыгран 1 комплект наград среди смешанных пар. В соревнованиях, согласно правилам, приняли участие спортсмены рождённые с 1 января 2000 года по 31 декабря 2003 года. Медали в акробатике были впервые разыграны в рамках летних юношеских Олимпийских игр.

## Расписание
Время местное (UTC−3:00)
| День   | Дата       | Старт             | Соревнование |
| ------ | ---------- | ----------------- | ------------ |
| День 1 | 7 октября  | 14:49 19:03 21:11 | Квалификация |
| День 9 | 15 октября | 18:12             | Финал        |

## Медали

### Общий зачёт
| Общее количество медалей |          |        |         |        |       |
| Место                    | Страна   | Золото | Серебро | Бронза | Всего |
| 1                        | Болгария | 1      |         |        | 1     |
| 2                        | Израиль  |        | 1       |        | 1     |
| 3                        | Украина  |        |         | 1      | 1     |
| Всего                    | Всего    | 1      | 1       | 1      | 3     |

### Медалисты
| Дисциплина     | Золото   | Серебро | Бронза  |
| Смешанные пары | Болгария | Израиль | Украина |

## Квалификация
Каждый Национальный олимпийский комитет (НОК) мог быть представлен только 1 парой спортсменов (1 девушка и 1 юноша). Как хозяйка соревнований, Аргентина автоматически получила одну квоту, но отказалась от неё. Остальные 11 сборных определились на чемпионате мира 2018 года. Так как от Океании не было заявленных участников, а США отказались от своей квоты, свободные квоты были перераспределены в Азию и Европу.
В результате отбора, на соревнованиях приняли участие 24 спортсмена из 12 стран.
| Мероприятие         | Место     | Дата            | Континент | Всего квот | НОК                                                                |
| ------------------- | --------- | --------------- | --------- | ---------- | ------------------------------------------------------------------ |
| Чемпионат мира 2018 | Антверпен | 5-8 апреля 2018 | Африка    | 1          | ЮАР                                                                |
| Чемпионат мира 2018 | Антверпен | 5-8 апреля 2018 | Америка   | 1          | Пуэрто-Рико                                                        |
| Чемпионат мира 2018 | Антверпен | 5-8 апреля 2018 | Азия      | 3          | Казахстан Китай Узбекистан                                         |
| Чемпионат мира 2018 | Антверпен | 5-8 апреля 2018 | Европа    | 7          | Португалия Болгария Великобритания Украина Беларусь Россия Израиль |
| Всего НОК           |           |                 |           |            | 12                                                                 |